# Mioriţa
Mioriţa (укр. Овечка Міоріца) — пісня молдовського панк-рок-гурту «Здоб ші Здуб». Пісню було записано у 2004 році. Увійшла до їх альбому "450 овец" (російський реліз). У 2006 було перевидано у альбомі «Ethnomecanica» (2006). Пісню виконано у безперервному речитативі, зумовленому постійним важким звучанням рокової музики та інструментів фольклору. Існує дві версії пісні.

## Відеокліп
Відеокліп на молдовську версію пісні був представлений 2004 року. На початку відео показано телевізор, де перемикають телеканали. Пізніше на одному з каналів з'являється гурт «Здоб ші Здуб» та Роман Ягупов, що починає виконувати пісню. Приспів співають жінки, представниці молдовського фольклору. Дану версію Ягупов виконує молдовською мовою, а приспів виконується спочатку молдовською, а потім англійською мовами.